# Spodnje Pirniče
Spodnje Pirniče is een plaats in Slovenië en maakt deel uit van de gemeente Medvode in de NUTS-3-regio Osrednjeslovenska. De plaats telde 789 inwoners op 1 januari 2020.

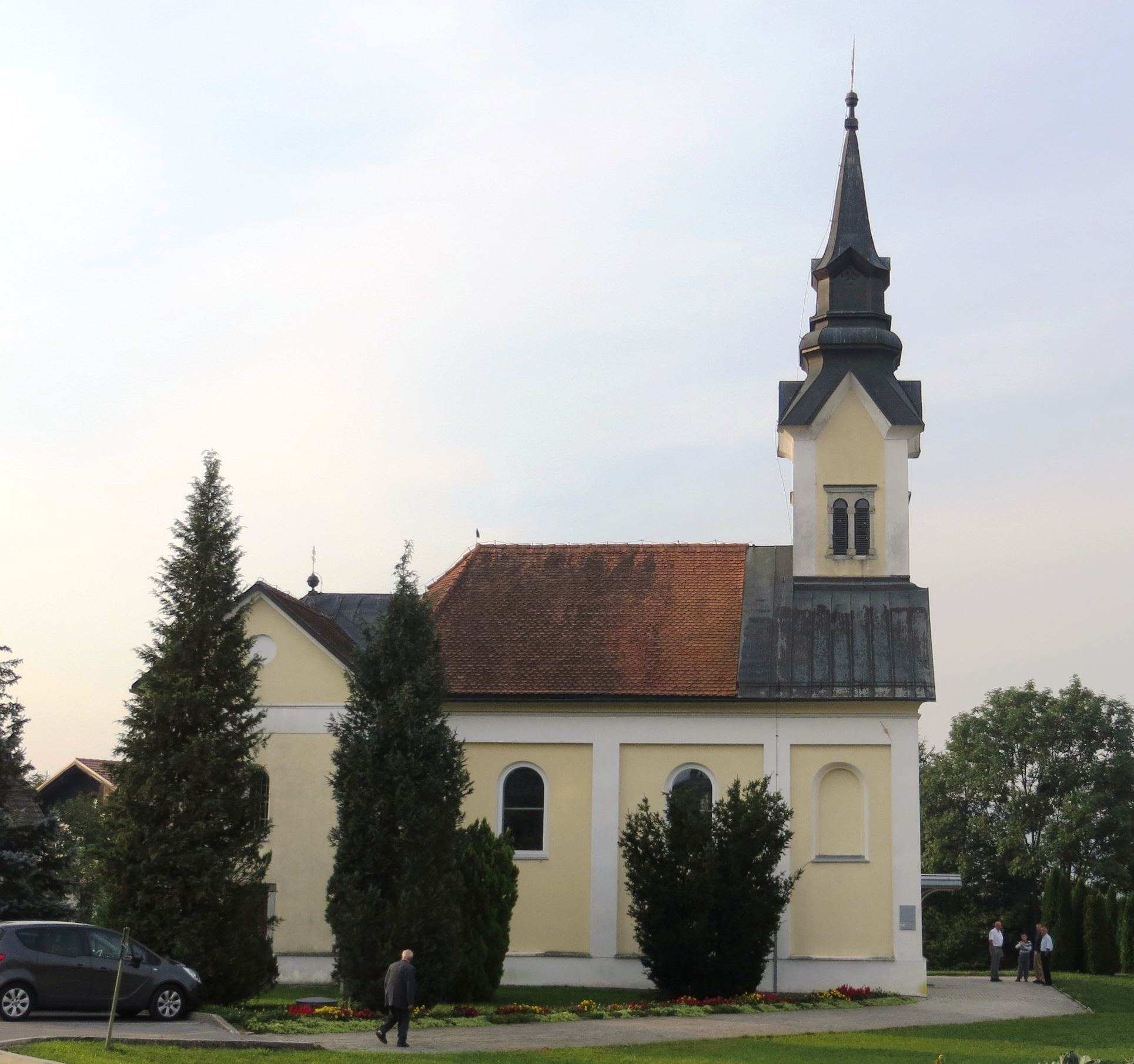
Kerk van Spodnje Pirniče
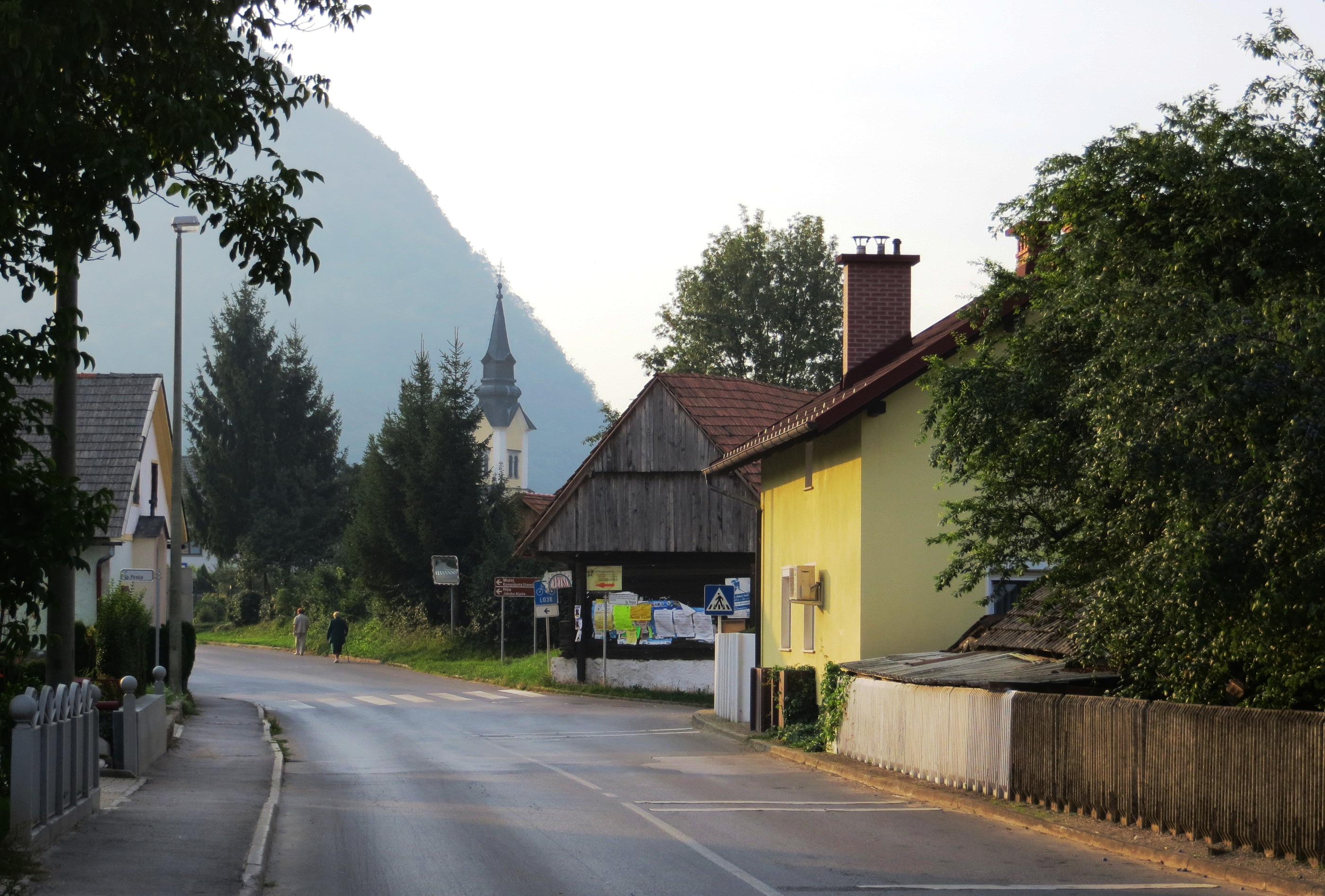
Spodnje Pirniče